# Cantonul Montréal (Aude)
Cantonul Montréal (Aude) este un canton din arondismentul Carcassonne, departamentul Aude, regiunea Languedoc-Roussillon, Franța.

## Comune
- Alairac
- Arzens
- Lavalette
- Montclar
- Montréal (reședință)
- Preixan
- Rouffiac-d'Aude
- Roullens
- Villeneuve-lès-Montréal